# Puerto de Belate
El puerto de Belate (también puerto de Velate) es un puerto de montaña situado al norte de Navarra, en las estribaciones de los Pirineos. Separa el Valle del Baztán, al norte, y el Valle de Ulzama, al sur. 

## Descripción
Es atravesado por el Camino de Santiago Baztanés, que en ese punto sigue una antigua vía romana. En la bajada del puerto hacia el sur se situó el antiguo Monasterio Hospital de Nuestra Señora de Belate, del que se conserva la iglesia y una construcción de la antigua Hospedería.
Hasta la inauguración del túnel homónimo en el año 1997, su recorrido ha formado parte de la ruta Pamplona-Behobia (N-121-A), eje vertebrador norte-centro de Navarra. Actualmente la vía que recorre el puerto ha sido renombrada como carretera local NA-1210 (Ventas de Arraitz-Endarlatsa).
|                                              |
| Monasterio Hospital Nuestra Señora de Belate |

|                           |
| Hospedería del Monasterio |

|                            |
| Camino Baztanés a Santiago |